# Cerisier de Cayenne
Eugenia uniflora
Pour les articles homonymes, voir Cerisier (homonymie).
Espèce
Statut de conservation UICN

 LC  : Préoccupation mineure
Synonymes
- Eugenia arechavaletae Herter
- Eugenia brasiliana (L.) Aubl.
- Eugenia brunnea (O. Berg) Nied.
- Eugenia costata Cambess.
- Eugenia dasyblasta (O. Berg) Nied.
- Eugenia decidua Merr.
- Eugenia diaphana Kiaersk.
- Eugenia fuscopunctata Kiaersk.
- Eugenia gracilipes Kiaersk.
- Eugenia indica Nicheli
- Eugenia lacustris Barb. Rodr.
- Eugenia michelii Lam.
- Eugenia microphylla Barb. Rodr.
- Eugenia parkeriana DC.
- Eugenia strigosa (O. Berg) Arechav.
- Eugenia uniflora var. atropurpurea Mattos
- Eugenia zeylanica Willd.
- Luma arechavaletae (Herter) Herter
- Luma costata (Cambess.) Herter
- Luma dasyblasta (O. Berg) Herter
- Luma strigosa (O. Berg) Herter
- Myrtus brasiliana L.
- Myrtus brasiliana var. diversifolia Kuntze
- Myrtus brasiliana var. lanceolata Kuntze
- Myrtus brasiliana var. lucida (O. Berg) Kuntze
- Myrtus brasiliana var. normalis Kuntze
- Myrtus willdenowii Spreng.
- Plinia pedunculata L. f.
- Plinia petiolata L.
- Plinia rubra L.
- Plinia tetrapetala L.
- Stenocalyx affinis O. Berg
- Stenocalyx brunneus O. Berg
- Stenocalyx costatus (Cambess.) O. Berg
- Stenocalyx dasyblastus O. Berg
- Stenocalyx glaber O. Berg
- Stenocalyx grandifolius O. Berg
- Stenocalyx impunctatus O. Berg
- Stenocalyx lucidus O. Berg
- Stenocalyx michelii (Lam.) O. Berg
- Stenocalyx michelii (Lam.) O. Berg
- Stenocalyx nhampiri Barb. Rodr.
- Stenocalyx oblongifolius O. Berg
- Stenocalyx strigosus O. Berg
- Stenocalyx uniflorus (L.) Kausel
- Syzygium michelii (Lam.) Duthie[2]

Eugenia uniflora est une espèce de plantes à fleurs de la famille des Myrtacées. C'est un arbuste fruitier trouvé en Amérique du Sud.
Il est connu sous les noms de cerisier de Cayenne ou cerisier carré ou Pitange du Brésil ou cerisier créole ou cerise à côtes ou roussaille. 
Les anglophones le nomment parfois Brazilian cherry, ce qui peut prêter à confusion, car le cerisier du Brésil est une autre espèce.  

## Distribution
Ce fruitier tropical est originaire d'Amérique du Sud (forêts-galeries d'Argentine et Paraguay, Uruguay, Brésil, Guyane, Suriname). Il a été introduit aux Antilles et à La Réunion.
Il est donné avec une rusticité USDA 10a à 11. Il perd ses feuilles en cas de gel supérieur à -2°, et meurt à -4°.
Il est envahissant en Polynésie Française (Australes, Marquises, archipel de la Société) et sa culture y est interdite.
La fructification se fait d'octobre à décembre (hémisphère nord), elle est abondante si la plante a été bien arrosée pendant l'été.
On reproduit la plante fidèlement par bouture.

## Cuisine
Il existe de nombreuses variétés de cerises de Cayenne, certaines sont douces, acides, rafraîchissantes. La variété à gros fruits noirs est épicée et aromatique.
On consomme les fruits crus, en jus ou en confiture.

## Histoire naturelle
En 1775, le botaniste Aublet rapporte ceci, à propos de cette plante, dans son « HISTOIRE DES PLANTES DE LA GUIANE FRANÇOISE » : 

« EUGENIA (uniflora) foliis integerrimis, pedunculis unifloris, lateralibus. Lin. Zeyl. 180. Spec. 673. 
Eugenia Indica, myrti folio deciduo, flore albo, fructu ſuaverubente, molli, leviter ſulcato & odoro. Mich. Gen. 226. t. 108. 
Myrtus Indica, foliis rigeſcentibus, latis ac recurvis, parùm odoratis. Till. H. Piſ. 117. t. 44. 

Ce Jambolier eſt cultivé dans les jardins, ſur-tout à Loyola, chez Mlle. Teiſſier, au canton dit la Pointe. »